# Volksbund Deutsche Kriegsgräberfürsorge
Il Volksbund Deutsche Kriegsgräberfürsorge e. V. è una associazione umanitaria tedesca, fondata il 16 dicembre 1919, riconosciuta come servizio pubblico, il cui scopo è la manutenzione delle tombe delle vittime di guerra. Ha sede a Kassel.

## Fondazione

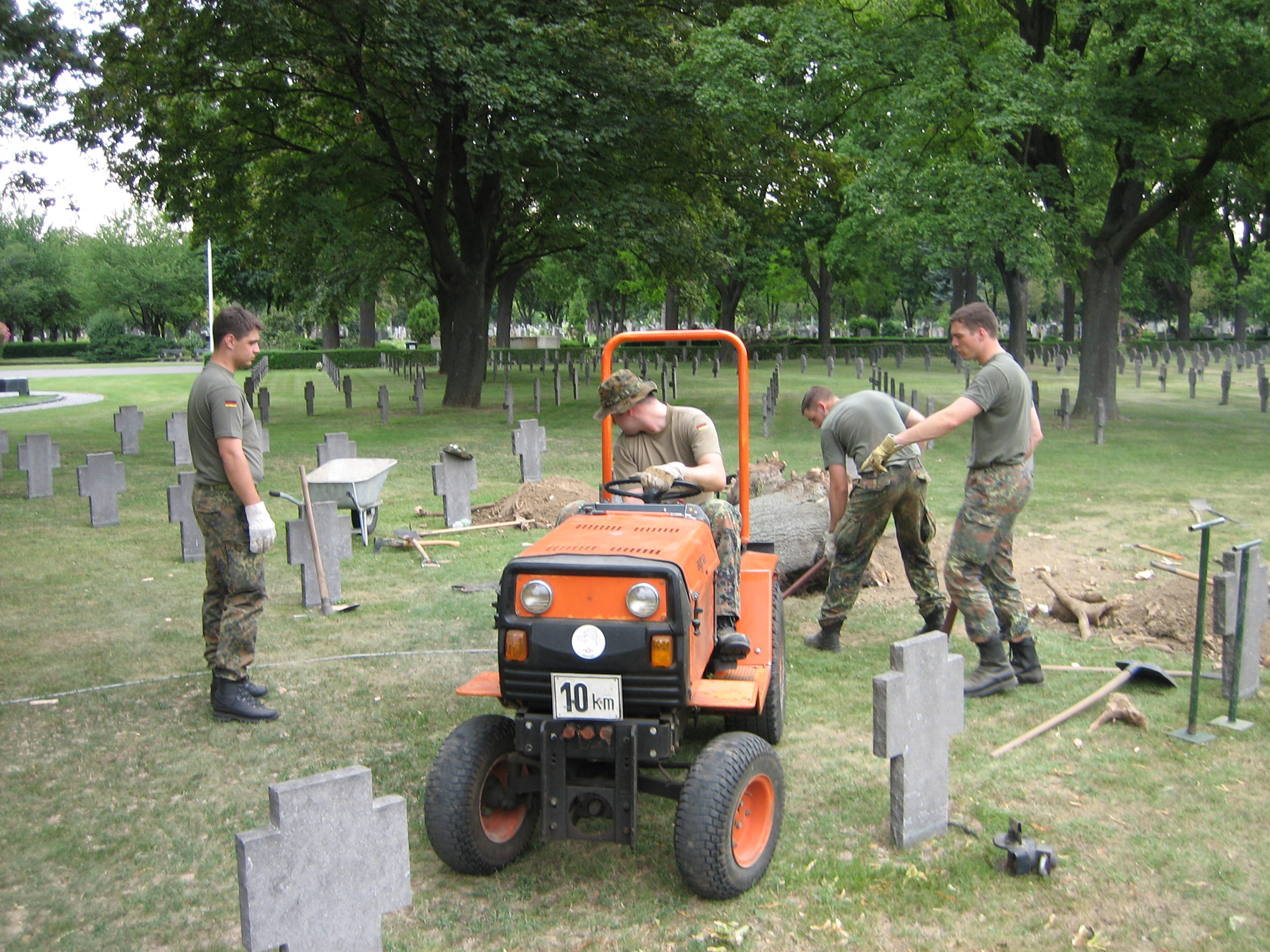
La cura delle tombe

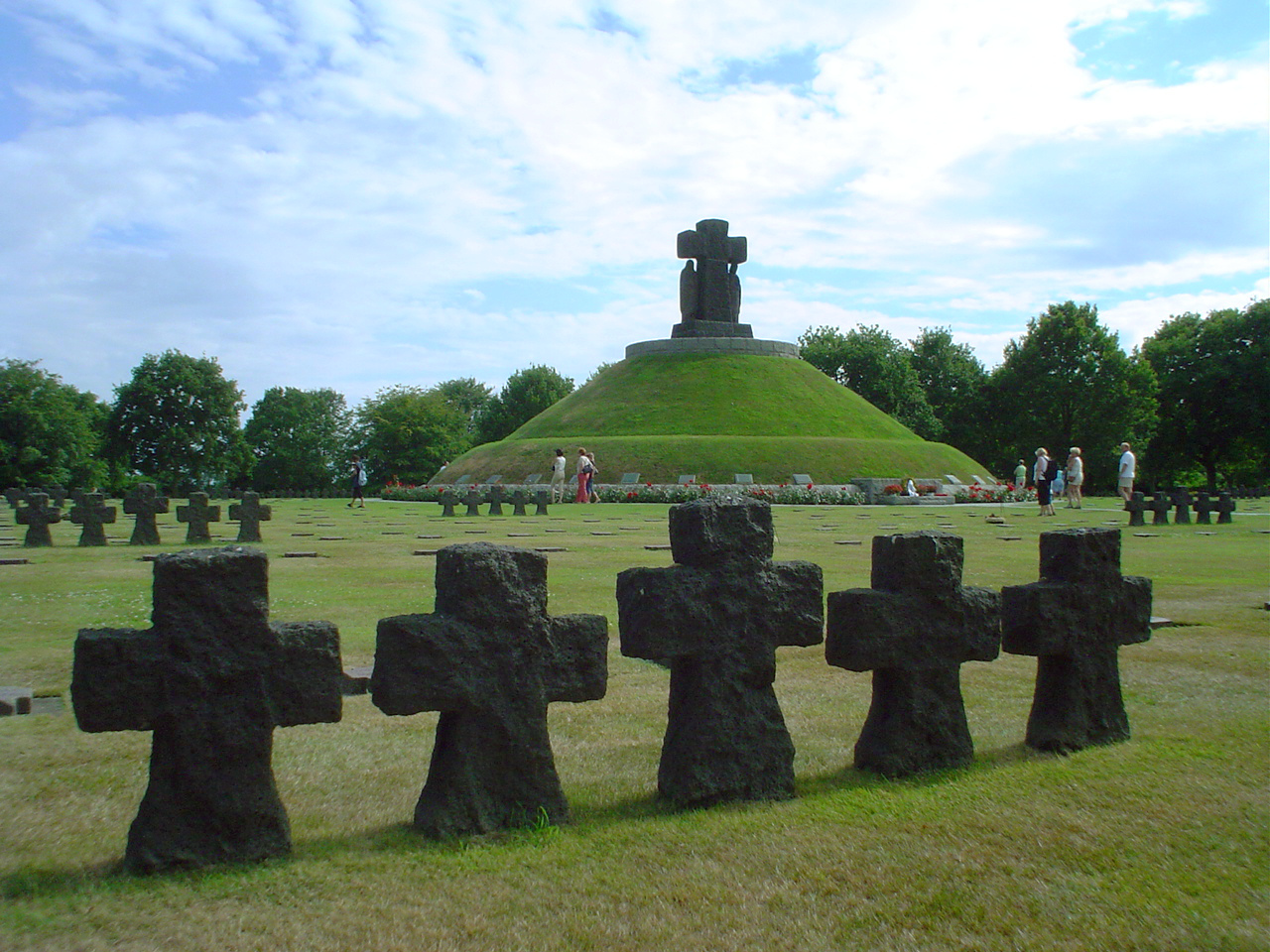
Cimitero militare di La Cambe

### Storia
Il 10 settembre 1919, otto berlinesi si associarono con lo scopo di mantenere le tombe dei caduti in guerra. Ognuno di loro, come capitale iniziale versò 100 marchi. Tra i soci fondatori vi erano : l'architetto Straume Heinrich, che già verso la fine della prima guerra mondiale aveva iniziato la manutenzione delle tombe dei caduti, e Siegfried Emmo Eulen, che nello stesso periodo, venne invitato dalla Polonia e dalla Turchia a costruire e organizzare i cimiteri di guerra. Un opuscolo dal titolo "Deutsche Kriegsgräberfürsorge" registra lavori svolti durante il congresso di fondazione, tenutosi il 26 novembre 1919.
Il Volksbund Deutsche Kriegsgräberfürsorge viene ufficialmente fondato il 16 dicembre 1919. Il primo presidente fu, fino al 1923, il colonnello Koether. Il 23 agosto 1919, Emmo Eulen scrisse lo statuto di una società internazionale per la manutenzione delle tombe di guerra e fu prescelta Ginevra quale sede dell'associazione, in modo da facilitare la collaborazione con la Società delle Nazioni, ma il progetto non ebbe successo.
Il governo tedesco del tempo non era né politicamente, né economicamente in grado di prendersi cura delle tombe dei soldati caduti al di fuori del Reich, per cui furono lasciati al loro destino, anche se i superstiti e i familiari ritennero tutto ciò inaccettabile. Vennero così fondate in Germania alcune associazioni per la cura delle tombe di guerra all'estero il cui scopo non era solo la manutenzione delle sepolture, ma anche fornire informazioni alle famiglie delle persone scomparse. Nacquero così in Baviera, il 14 settembre 1920, la "Deutsche Kriegsgräber-Schutzbund", a Brunswick il "Verein zur Erhaltung und Erforschung Deutscher Kriegsgräber", a Salzwedel la "Deutsche Kriegsgräber-Interessanten-Vereinigung" ed infine ad Hagen la "Bund Heimatdank".

### Organizzazione
La Volksbund attualmente conta 567 collaborati ed è responsabile della manutenzione di oltre 2,7 milioni di tombe di guerra. Finanzia le sue attività soprattutto attraverso i contributi dei membri, ma anche grazie alle donazioni. Il resto proviene da sovvenzioni dei Länder. Per acquisire ulteriori risorse nel 2001 è stata fondata la fondazione "Gedenken und Frieden" . In Germania è presente per ogni Land una sezione di questa associazione. Presidente onorario della Volksbund è il Presidente tedesco corrente. Dal 2016, il Presidente della Volkbund è Wolfgang Schneiderhan (General). In Austria è presente un'associazione gemella chiamata "Österreichisches Schwarzes Kreuz".

## Missione

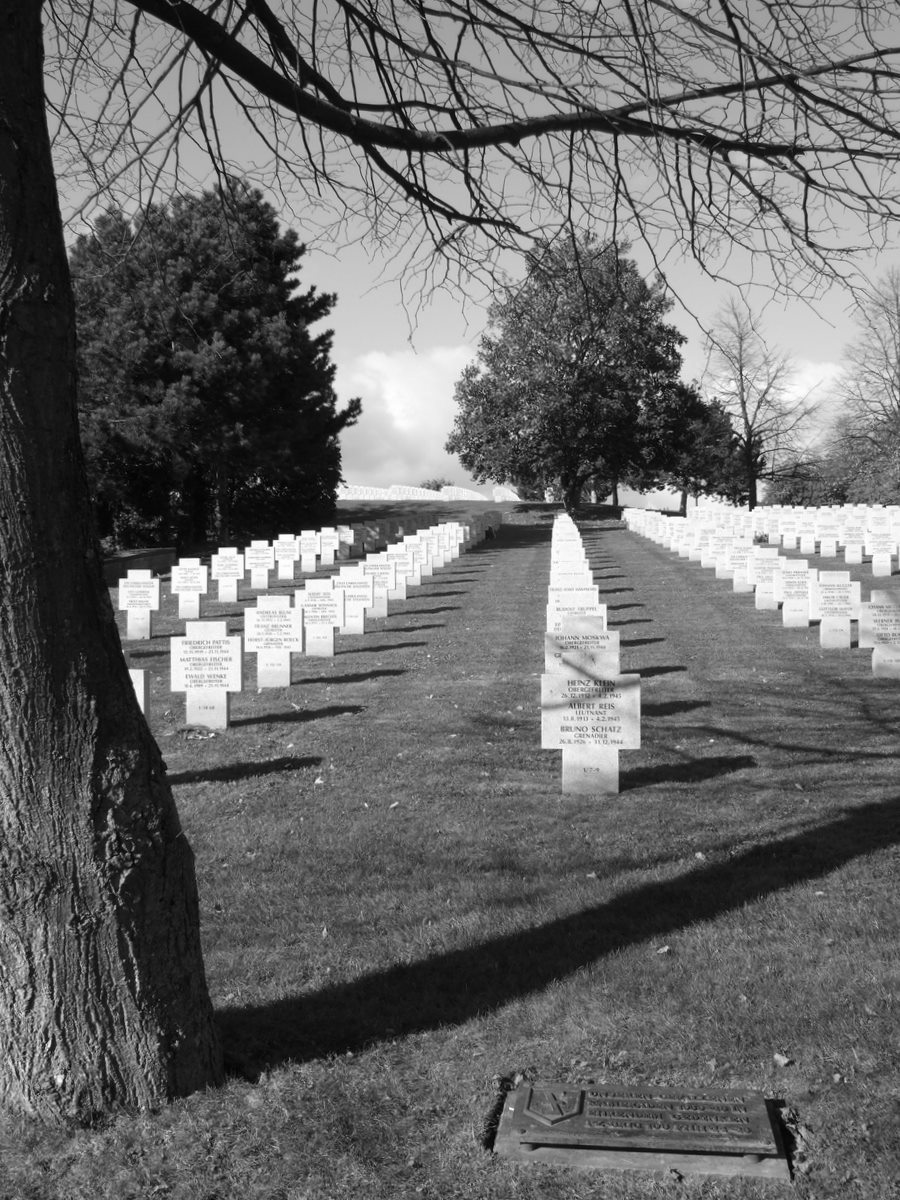
Cimitero militare di Bergheim

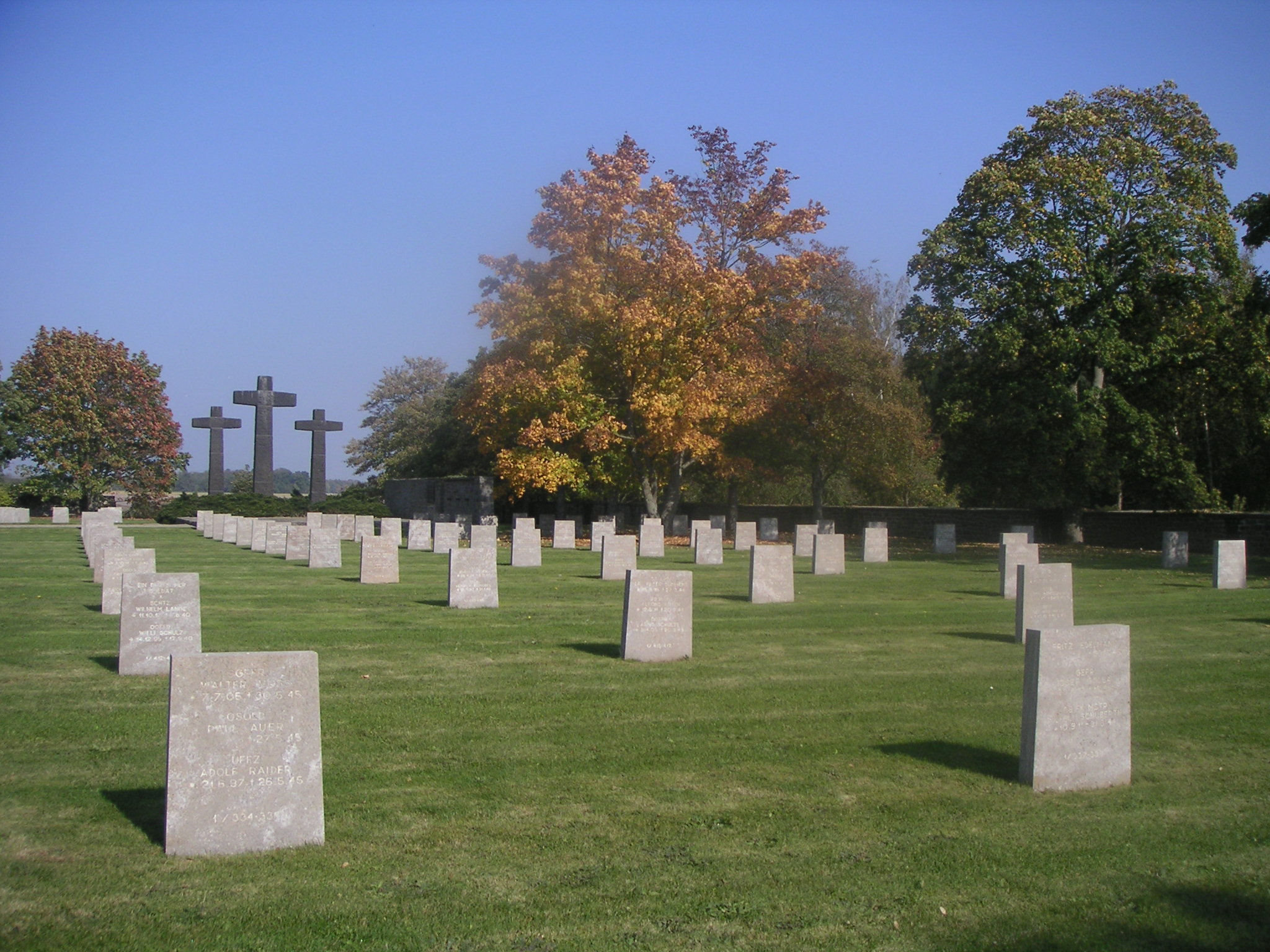
Cimitero militare di Solers

A parte gli obblighi di onorare la memoria delle vittime della guerra e della violenza, allo scopo di preservare la pace tra i popoli e di rispettare i diritti umani, la Volksbund ricopre altre funzioni:
- Costruzione e conservazione dei cimiteri militari all'estero su commissione del governo tedesco.
- Registrazione delle vittime della guerra, informazione e sostegno alle famiglie e ricerca delle tombe tedesche all'estero (Gräbernachweis[9]).

Grazie al supporto dell'associazione è possibile rintracciare di un familiare, specificando il luogo di sepoltura, attraverso una banca-dati costantemente aggiornata. È anche possibile richiedere la ricerca di una sepoltura. Per questo, la Volksbund lavora in collaborazione con il Deutsche Dienststelle  con sede a Berlino (precedentemente nota come "Wehrmachtsauskunftstelle und für Kriegerverluste Kriegsgefangen") e ha, quindi, la possibilità di accedere alla sua banca dati. Il Deutsche Dienststelle conserva i dati e numeri di identificazione dei soldati impegnati nella seconda guerra mondiale. Il Volksbund collabora con altri servizi di ricerca, come la Croce Rossa con la quale svolge le seguenti funzioni :
- collaborazione internazionale in tutte le questioni inerenti alla manutenzione delle tombe di guerra
- organizzazione di una giornata della memoria
- lavoro educativo centrato sul tema della pace, nelle scuole, e altre istituzioni educative
- promozione di incontri internazionali dei giovani
- informazioni riguardanti la manutenzione delle tombe di guerra.

Sebbene il Volksbund operi sotto il motto "Versöhnung über den Gräbern - Arbeit für den Frieden" è considerata da parte della popolazione tedesca come una delle tante organizzazioni pacifiste.
I fondatori e i primi aderenti sono stati soprattutto soldati della prima guerra mondiale. Attualmente i suoi membri sono relativamente anziani e molti di essi appartengono alla generazione della seconda guerra mondiale. Tutti questi fattori fanno sì che alcuni che si ritengono pacifisti e anti-militaristi, si siano dissociati dalla Volksbund.

## Tombe tedesche online
Con lo sviluppo di Internet, la tendenza dell'associazione è di perfezionare le informazioni sulle vittime della guerra disponibili al pubblico, in particolare per la seconda guerra mondiale. Nell'estate del 2018, il numero dei caduti registrati era di 4,7 milioni. Per la maggior parte sono soldati tedeschi deceduti nel corso delle due guerre mondiali. Il numero dei registrati è cresciuto notevolmente dopo la prima pubblicazione. Negli ultimi anni, sono stati aggiunti moltissimi soldati considerati dispersi durante la seconda guerra mondiale. La collaborazione con la Deutsche Dienststelle di Berlino è stata preziosa, la cui sinergia ha inoltre permesso di individuare il nome di civili vittime di bombardamenti, i prigionieri di guerra e civili prigionieri, ma anche membri della Wehrmacht morti prima della seconda guerra mondiale.

## Documentazione internazionale sulle vittime della guerra
Oggi si trovano così le informazioni sui soldati francesi, sui soldati britannici, e in parte sui soldati statunitensi uccisi in guerra. In Gran Bretagna e negli Stati Uniti, le rispettive organizzazioni sono la Commonwealth War Graves Commission e la American Battle Monuments Commission; per la Francia è il Ministero della Difesa.

## Cimiteri di guerra italiani curati dall'associazione
- Cimitero militare austro-ungarico di Bolzano
- Cimitero austro-ungarico di Bressanone
- Cimitero austro-ungarico di Brunico
- Cagliari
- Sacrario militare germanico di Cassino
- Cimitero tedesco di Costermano
- Feltre
- Cimitero militare germanico della Futa
- Cimitero militare tedesco di Merano
- Cimitero di guerra di Milis
- Cimitero militare germanico di Motta Sant'Anastasia
- Cimitero militare germanico di Pomezia
- Cimitero militare tedesco del Passo Pordoi
- Cimitero Militare Germanico di Quero